# Eanna

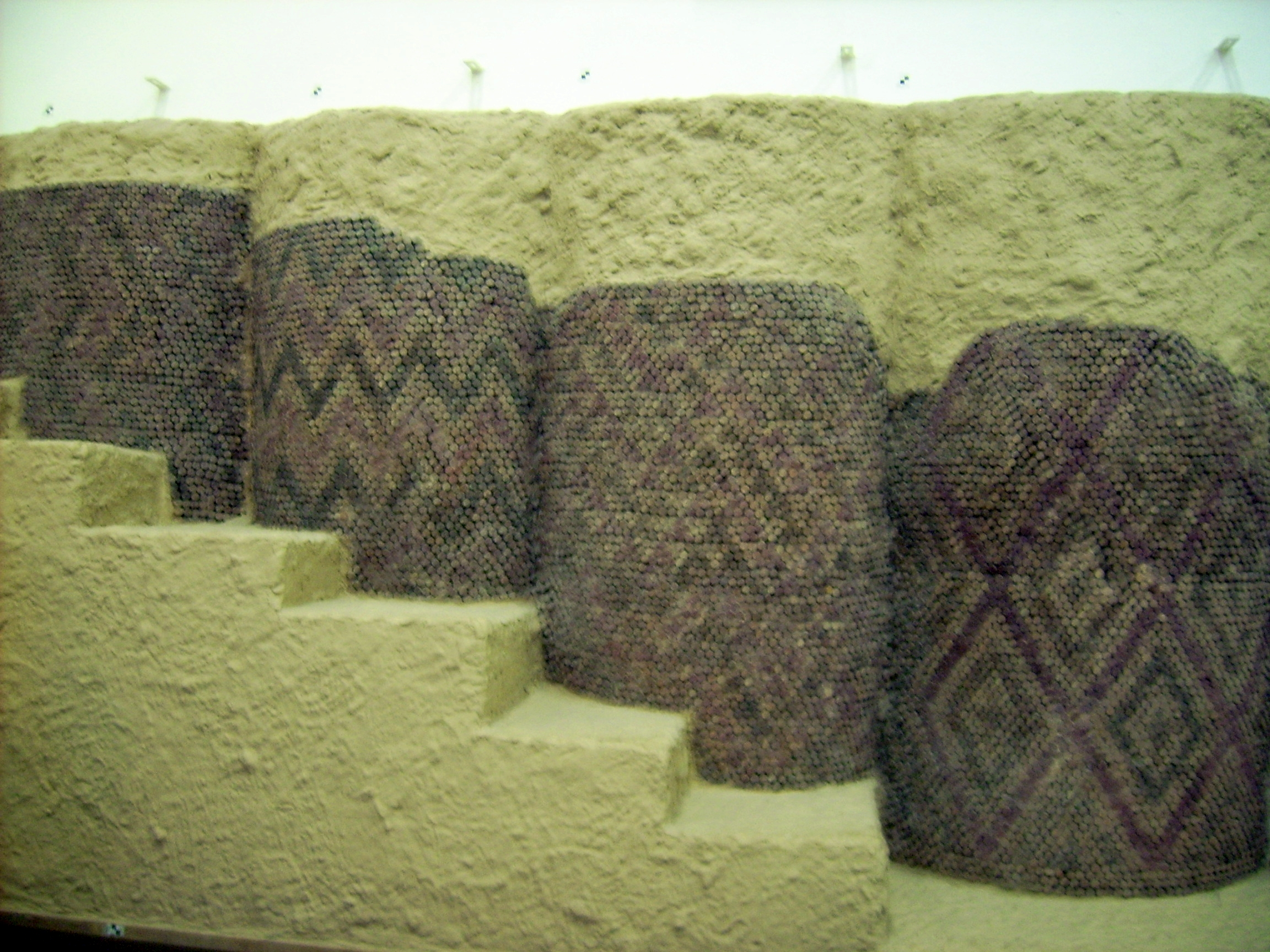
Decorazioni a mosaico del tempio di Inanna (strato IV dell'Eanna; Pergamonmuseum, Berlino)

L'Eanna ('casa del cielo') era il tempio di Inanna, divinità di Uruk (in Bassa Mesopotamia).

## Etimologia
Eanna è una parola sumera, composta dall'ideogramma cuneiforme É, corrispondente alla parola "casa" o "tempio", e dal simbolo ana, corrispondente alla parola "cielo": letteralmente Eanna starebbe dunque per "Casa del cielo" (o, altrimenti, "casa di An").

## Archeologia
Il sito fu scavato per la prima volta da una missione tedesca, a partire dal 1929.
L'Eanna era verosimilmente il nucleo più antico della città di Uruk, dato che nella Lista reale sumerica il primo re di Uruk, Meskiaggasher, viene indicato come re dell'Eanna, mentre il secondo re, Enmerkar, viene indicato come fondatore ed edificatore di Uruk, ed anche tutti i re successivi vengono indicati ancora come re di Uruk e non più solo dell'Eanna.
Ad Uruk erano due le principali divinità venerate: Inanna e Anu (o An). Lo ziggurat di Anu era sormontato dal cosiddetto Tempio bianco (del Periodo di Gemdet Nasr). L'area dell'Eanna comprendeva l'altro ziggurat principale di Uruk.
La stratigrafia dell'Eanna è usata come riferimento per tutta la fase protostorica del Vicino oriente, il cui segmento più importante, il cosiddetto Periodo di Uruk (con gli strati VI-IV dell'Eanna), è anche il periodo in cui fu messa a punto la scrittura cuneiforme e che vide lo sviluppo dell'architettura monumentale. Lo strato più antico del complesso dell'Eanna è detto Eanna XIV, mentre il più tardo è Eanna III. Diversi rifacimenti dell'area risalgono allo strato Uruk IV (distinto in una fase IVb e una fase IVa) Lo ziggurat di Inanna fu poi ristrutturato dal primo re della Terza dinastia di Ur, Ur-Nammu (fine del III millennio a.C.).